# RUS Lessinoise
Royale Union Sportive Lessinoise was een Belgische voetbalclub uit Lessines. De club was aangesloten bij de KBVB met stamnummer 102 en had rood en geel als kleuren. De club speelde in haar geschiedenis bijna een decennium in de nationale reeksen.

## Geschiedenis
Union Sportive Lessinoise werd opgericht op 1 april 1914. Na het einde van de Tweede Wereldoorlog kon de club in 1919 deelnemen aan competitie. In 1926 kreeg de club het stamnummer 102 toegekend. Op 16 mei 1951 werd de club koninklijk en wijzigde de naam naar Royale Union Sportive Lessinoise.
De club kon voor het eerst doorstoten naar de nationale reeksen in 1968 door kampioen te worden in Eerste provinciale. RUS Lessines speelde in totaal negen opeenvolgende seizoen in Vierde klasse. In 1975 eindigde het derde en ontliep nipt de eindronde voor promotie. Het laatste seizoen eindigde de club kansloos op een degradatieplaats waarna het terug uitkwam in de provinciale reeksen. Promoveren naar de nationale reeksen zou niet meer lukken. De club zakte uiteindelijk verder af in de provinciale reeksen.
Op 30 juni 1996 zou de club opgeslorpt worden door Football Club Lessines-Ollignies (stamnummer 2901) waarbij het de naam Royale Association Sportive Lessines-Ollignies aannam. Men ging verder met het stamnummer van Football Club Lessines-Ollignies. Het stamnummer van RUS Lessines werd geschrapt.

## Resultaten
| 1967/68                      |  |  |  |  |    | 1 |  |  |  | Eerste Prov. Hen. | ?  |  |
| 1968/69                      |  |  |  |  | 10 |   |  |  |  | Vierde Klasse A   | 29 |  |
| 1969/70                      |  |  |  |  | 11 |   |  |  |  | Vierde Klasse C   | 27 |  |
| 1970/71                      |  |  |  |  | 4  |   |  |  |  | Vierde Klasse B   | 33 |  |
| 1971/72                      |  |  |  |  | 10 |   |  |  |  | Vierde Klasse A   | 27 |  |
| 1972/73                      |  |  |  |  | 13 |   |  |  |  | Vierde Klasse B   | 27 |  |
| 1973/74                      |  |  |  |  | 5  |   |  |  |  | Vierde Klasse A   | 34 |  |
| 1974/75                      |  |  |  |  | 3  |   |  |  |  | Vierde Klasse D   | 38 |  |
| 1975/76                      |  |  |  |  | 12 |   |  |  |  | Vierde Klasse A   | 26 |  |
| 1976/77                      |  |  |  |  | 14 |   |  |  |  | Vierde Klasse A   | 16 |  |
| Provinciaal voetbal tot 1996 |  |  |  |  |    |   |  |  |  |                   |    |  |